# Monte Carlo Masters 2015 - Qualificazioni singolare
Le qualificazioni del singolare  del Monte Carlo Masters 2015 sono state un torneo di tennis preliminare per accedere alla fase finale della manifestazione. I vincitori dell'ultimo turno sono entrati di diritto nel tabellone principale. In caso di ritiro di uno o più giocatori aventi diritto a questi sono subentrati i lucky loser, ossia i giocatori che hanno perso nell'ultimo turno ma che avevano una classifica più alta rispetto agli altri partecipanti che avevano comunque perso nel turno finale.

## Teste di serie
1. Diego Schwartzman (qualificato)
2. Carlos Berlocq (primo turno, ritirato)
3. Denis Istomin (ultimo turno, ritirato)
4. Albert Ramos Viñolas (qualificato)
5. Jarkko Nieminen (primo turno)
6. Jan-Lennard Struff (ultimo turno, Lucky loser)
7. Benoît Paire (qualificato)

1. Robin Haase (ultimo turno, Lucky loser)
2. Malek Jaziri (primo turno)
3. Andrej Kuznecov (qualificato)
4. Blaž Rola (primo turno)
5. Albert Montañés (ultimo turno)
6. Andrej Golubev (primo turno)
7. Luca Vanni (primo turno)

## Qualificati
1. Diego Schwartzman
2. Denis Kudla
3. Norbert Gombos
4. Albert Ramos Viñolas

1. Andrej Kuznecov
2. Édouard Roger-Vasselin
3. Benoît Paire

### Lucky loser
1. Robin Haase

1. Jan-Lennard Struff

## Tabellone

### Legenda
| - Q = Qualificato - WC = Wild card - LL = Lucky loser | - ALT = Alternate - SE = Special Exempt - PR = Protected Ranking | - w/o = Walkover - r = Ritirato - d = Squalificato |

### Sezione 1
|  | Primo turno | Primo turno       | Primo turno       | Primo turno | Primo turno |  |  | Secondo turno | Secondo turno     | Secondo turno     | Secondo turno | Secondo turno |  |
|  |             |                   |                   |             |             |  |  |               |                   |                   |               |               |  |
|  | 1           | Diego Schwartzman | Diego Schwartzman | 6           | 6           |  |  |               |                   |                   |               |               |  |
|  | WC          | Romain Arneodo    | Romain Arneodo    | 4           | 4           |  |  | 1             | Diego Schwartzman | Diego Schwartzman | 6             | 6             |  |
|  | WC          | Lucas Catarina    | Lucas Catarina    | 1           | 3           |  |  | 12            | Albert Montañés   | Albert Montañés   | 4             | 4             |  |
|  | 12          | Albert Montañés   | Albert Montañés   | 6           | 6           |  |  |               |                   |                   |               |               |  |

### Sezione 2
|  | Primo turno | Primo turno    | Primo turno    | Primo turno | Primo turno |  |  | Secondo turno | Secondo turno | Secondo turno | Secondo turno | Secondo turno |  |
|  |             |                |                |             |             |  |  |               |               |               |               |               |  |
|  | 2           | Carlos Berlocq | Carlos Berlocq | 6           | 3r          |  |  |               |               |               |               |               |  |
|  |             | Elias Ymer     | Elias Ymer     | 4           | 2           |  |  | Elias Ymer    | Elias Ymer    | Elias Ymer    | 4             | 0             |  |
|  |             | Denis Kudla    | 3              | 6           | 7           |  |  | Denis Kudla   | Denis Kudla   | Denis Kudla   | 6             | 6             |  |
|  | 13          | Andrej Golubev | 6              | 3           | 5           |  |  |               |               |               |               |               |  |

### Sezione 3
|  | Primo turno | Primo turno     | Primo turno     | Primo turno | Primo turno |  |  | Secondo turno | Secondo turno  | Secondo turno  | Secondo turno  | Secondo turno |  |
|  |             |                 |                 |             |             |  |  |               |                |                |                |               |  |
|  | 3           | Denis Istomin   | Denis Istomin   | 6           | 6           |  |  |               |                |                |                |               |  |
|  |             | Roberto Marcora | Roberto Marcora | 0           | 1           |  |  | 3             | Denis Istomin  | Denis Istomin  | Denis Istomin  | 3r            |  |
|  |             | Norbert Gombos  | Norbert Gombos  | 6           | 6           |  |  |               | Norbert Gombos | Norbert Gombos | Norbert Gombos | 4             |  |
|  | 9           | Malek Jaziri    | Malek Jaziri    | 3           | 3           |  |  |               |                |                |                |               |  |

### Sezione 4
|  | Primo turno | Primo turno          | Primo turno          | Primo turno | Primo turno |  |  | Secondo turno | Secondo turno        | Secondo turno        | Secondo turno | Secondo turno |  |
|  |             |                      |                      |             |             |  |  |               |                      |                      |               |               |  |
|  | 4           | Albert Ramos Viñolas | Albert Ramos Viñolas | 6           | 6           |  |  |               |                      |                      |               |               |  |
|  |             | David Guez           | David Guez           | 4           | 2           |  |  | 4             | Albert Ramos Viñolas | Albert Ramos Viñolas | 6             | 7             |  |
|  |             | Jürgen Zopp          | Jürgen Zopp          | 2           | 4           |  |  | 8             | Robin Haase          | Robin Haase          | 4             | 5             |  |
|  | 8           | Robin Haase          | Robin Haase          | 6           | 6           |  |  |               |                      |                      |               |               |  |

### Sezione 5
|  | Primo turno | Primo turno        | Primo turno | Primo turno | Primo turno |  |  | Secondo turno | Secondo turno      | Secondo turno      | Secondo turno | Secondo turno |  |
|  |             |                    |             |             |             |  |  |               |                    |                    |               |               |  |
|  | 5           | Jarkko Nieminen    | 7           | 5           | 3           |  |  |               |                    |                    |               |               |  |
|  |             | Paul-Henri Mathieu | 5           | 7           | 6           |  |  |               | Paul-Henri Mathieu | Paul-Henri Mathieu | 64            | 1             |  |
|  | WC          | Filippo Volandri   | 2           | 7           | 1           |  |  | 10            | Andrej Kuznecov    | Andrej Kuznecov    | 7             | 6             |  |
|  | 10          | Andrej Kuznecov    | 6           | 62          | 6           |  |  |               |                    |                    |               |               |  |

### Sezione 6
|  | Primo turno | Primo turno            | Primo turno            | Primo turno | Primo turno |  |  | Secondo turno | Secondo turno          | Secondo turno | Secondo turno | Secondo turno |  |
|  |             |                        |                        |             |             |  |  |               |                        |               |               |               |  |
|  | 6           | Jan-Lennard Struff     | Jan-Lennard Struff     | 6           | 6           |  |  |               |                        |               |               |               |  |
|  | WC          | Hugo Nys               | Hugo Nys               | 0           | 4           |  |  | 6             | Jan-Lennard Struff     | 4             | 6             | 6             |  |
|  |             | Édouard Roger-Vasselin | Édouard Roger-Vasselin | 6           | 6           |  |  |               | Édouard Roger-Vasselin | 6             | 4             | 7             |  |
|  | 11          | Blaž Rola              | Blaž Rola              | 3           | 1           |  |  |               |                        |               |               |               |  |

### Sezione 7
|  | Primo turno | Primo turno      | Primo turno  | Primo turno | Primo turno |  |  | Secondo turno | Secondo turno    | Secondo turno    | Secondo turno | Secondo turno |  |
|  |             |                  |              |             |             |  |  |               |                  |                  |               |               |  |
|  | 7           | Benoît Paire     | Benoît Paire | 6           | 7           |  |  |               |                  |                  |               |               |  |
|  |             | Niels Desein     | Niels Desein | 4           | 6           |  |  | 7             | Benoît Paire     | Benoît Paire     | 6             | 6             |  |
|  |             | Thiemo de Bakker | 7            | 0           | 6           |  |  |               | Thiemo de Bakker | Thiemo de Bakker | 1             | 2             |  |
|  | 14          | Luca Vanni       | 5            | 6           | 4           |  |  |               |                  |                  |               |               |  |